# Cimetière Saint-Pierre (Caen)
Le cimetière Saint-Pierre est un cimetière situé à Caen. Ouvert dans les années 1780, il ne reçoit plus de corps.
Le site est classé depuis le 30 mars 1939.

## Situation
Le cimetière est situé au no 26 rue du Doyen-Morière, à proximité du carrefour de la Pigacière, sur les coteaux au nord du centre-ville ancien de Caen.

## Histoire
Le 1er mars 1780, le parlement de Normandie confirme un arrêt du bailliage de Caen de 1779 ordonnant le transfert des cimetières urbains en dehors de la ville. La paroisse Saint-Pierre, la plus importante de la ville, bénéficie alors de trois cimetières : le principal accolé à l'église paroissiale, le second vers le couvent des Carmes de Caen, sur l'île Saint-Jean, et le cimetière Busquet, dans le Vaugueux. Le nouveau cimetière, implanté sur les hauteurs de la ville, au carrefour de routes de la Délivrande et de Lébisey, est bénit en 1783 par Claude Nicolas François Mery de Berthenonville, doyen du Sépulcre et vicaire général du diocèse de Bayeux. Le premier corps est inhumé le 4 mars 1785.
Le cimetière de l'église Saint-Gilles est également jugé trop exigu, mais ce n'est qu'en 1830 qu'un terrain jouxtant le cimetière Saint-Pierre est acheté. Le nouveau cimetière Saint-Gilles est bénit en 1831. Les deux cimetières sont réunis et en 1857, ils sont agrandis de 2 ha. Le cimetière occupe alors toute la longueur de la rue de Lébisey entre la rue de la Délivrande et l’avenue de la Croix-Guérin.
Par arrêté du 30 mars 1939, le cimetière est classé comme site naturel. 
Pendant la bataille de Caen, le site est très endommagé. Alors encore situé à la périphérie de la ville, le cimetière est rattrapé par l'extension urbaine liée à la reconstruction de Caen et la croissance urbaine des Trente Glorieuses. En 1953, les deux tiers du cimetière sont déclassés. Une école et une résidence sont construites sur l'emplacement libéré. La rue de la Délivrande est reportée légèrement plus à l'Ouest ; la partie de la rue qui mène au cimetière est conservée en étant renommée rue du Doyen-Morière.  
En 2024, la ville de Caen décide de mettre en vente l'ancien logement du gardien. Pour cela, elle doit faire réaliser une clôture ainsi qu’une ouverture d'1m20 dans le mur d’enceinte du cimetière (à droite du portail existant) afin d'individualiser l’accès à cette nouvelle parcelle.

Plan du cimetière Saint-Pierre ; en rouge, les limites avant 1953.

## Sépultures et monuments remarquables
Les piliers de l'entrée du cimetière ont été au XVIIIe siècle gravés d'apostrophes, de maximes et de pensées sur la mort ; autrefois au nombre de 117, on en dénombre aujourd'hui une quarantaine encore lisible.
Henri de Belzunce, gouverneur du château de Caen, massacré par la foule le 12 août 1789, est inhumé dans le cimetière.

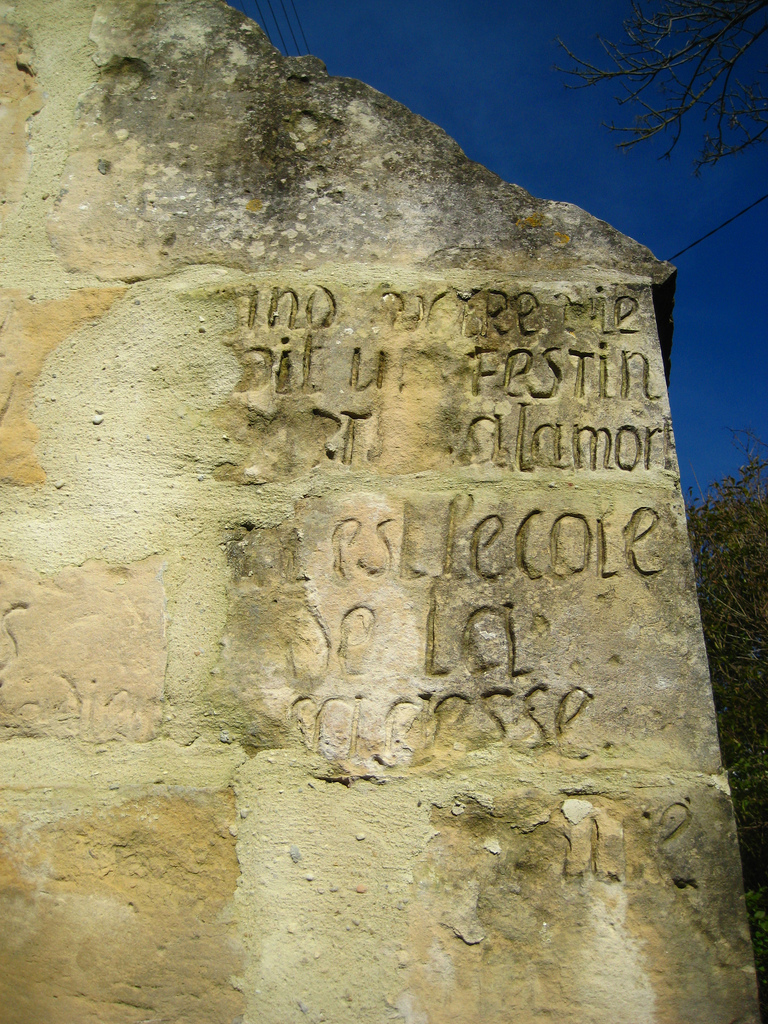
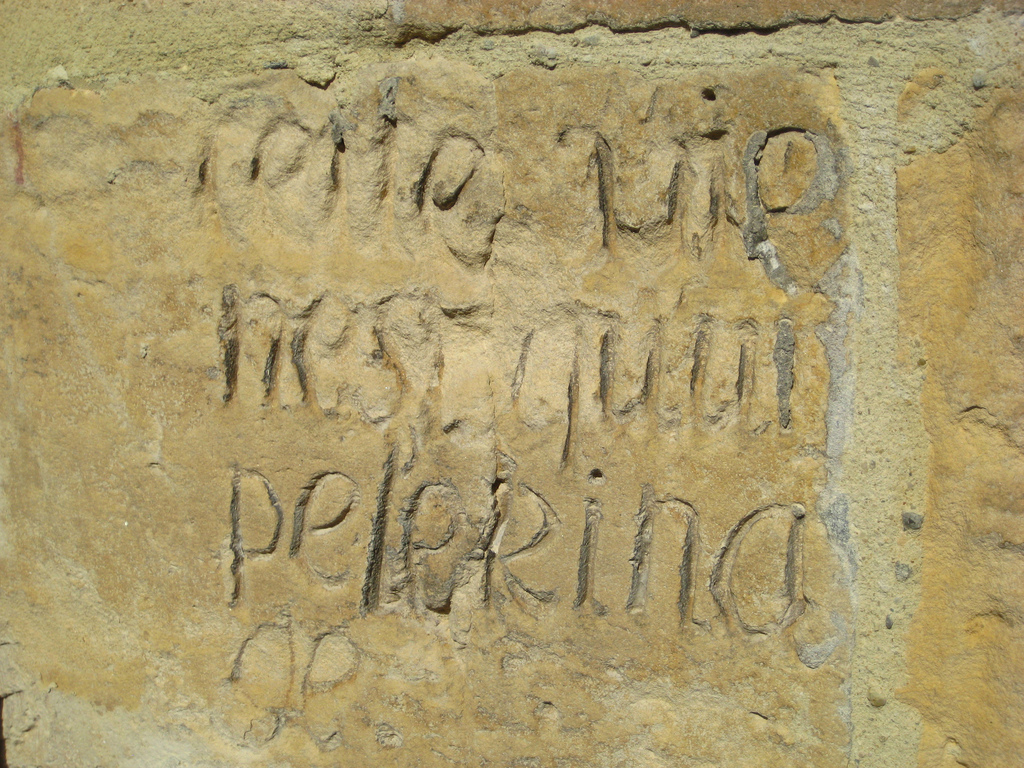
« Cette vie n'est qu'un pèlerinage »
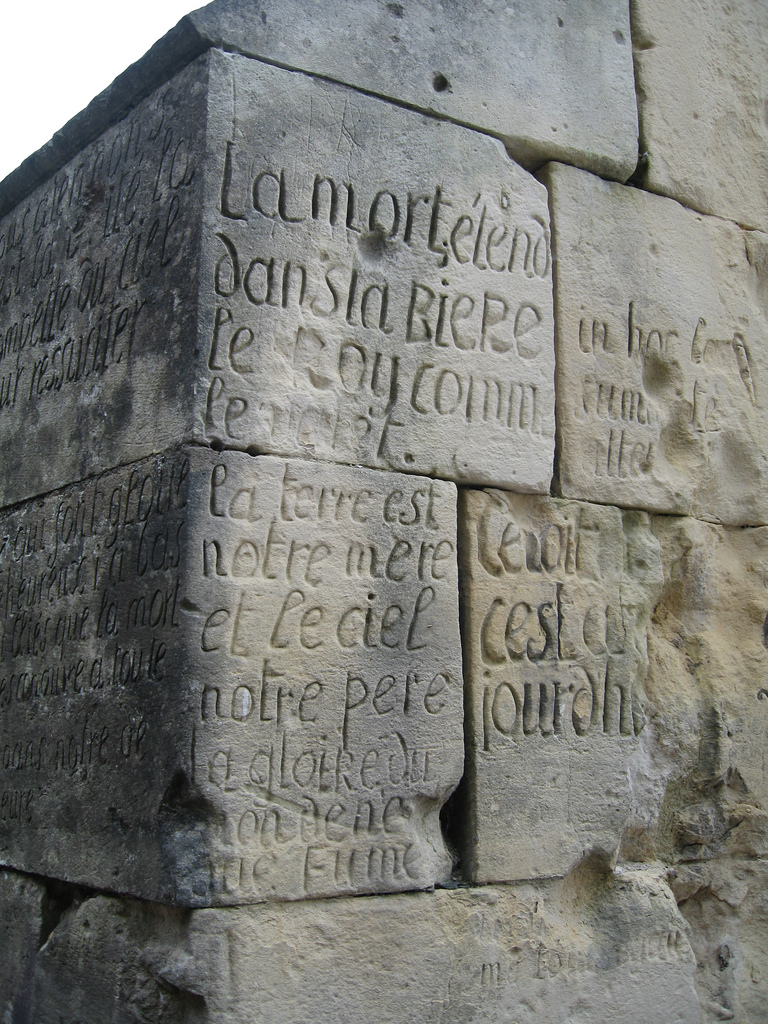

Jean Vincent Félix Lamouroux, professeur d'histoire naturelle à l'Université de Caen Normandie, mort le 25 mars 1825 à Caen y est inhumé.